# 이찬진
이찬진(李燦振, 1965년 10월 25일 ~ )은 대한민국의 컴퓨터 공학자, 기업인, 정치인, 저술가이다.
아버지 이도경(李道卿)과 어머니 김녕 김씨 김연옥(金連玉) 사이에서 태어났다. 

## 학력
- 제물포고등학교 졸업
- 서울대학교 기계공학 학사

## 생애
- 1989년 정내권과 함께 한글 워드프로세서 아래아 한글을 개발하였고, 한글과컴퓨터사를 설립하였다.
- 1996년 제15대 국회의원 선거에서 전국구 20위 승계로 대한민국의 국회의원으로 재임하였다.
- 1998년 이후 한글과컴퓨터를 떠났고, 이후 드림위즈의 대표이사로서 활동하였다.

### 경력
- 민주자유당 공과학기술행정특보위원 (1995년 7월 ~ 1995년 10월)
- 신한국당 과학기술행정위원 (1996년 1월 ~ 1996년 12월)
- 한나라당 컴퓨터공학기술행정위원 (1999년 1월 ~ 1999년 3월)
- 자유민주연합 농공업과학기술행정특보위원 (2000년 12월 ~ 2001년 1월)

## 상훈
- 2006년 서울대 공대, 한국공학한림원 한국을 일으킨 엔지니어 60인
- 1997년 일본사단법인 도쿄패션협회 도쿄크리에이션 대상 해외상
- 1997년 한중우호교류기금 제2회 한.중청년학술상 (공학부문)
- 1996년 IR52 장영실상
- 1995년 신소프트웨어상품대상 연말대상 (대상-윈도용 한글3.0b)
- 1995년 뉴미디어대상 정보통신부장관상 (전문기업부문)
- 1995년 제13회 벤처기업상 대상 (과학기술처장관상)
- 1994년 산학연협동 최우수기업 중소기업부문상
- 1993년 제6회 정보문화의달기념 한국정보문화상 기술상
- 1990년 국무총리 표창장 (한글기계화 유공자)
- 1988년 체신부장관상 (정보시대주최 프로그램공모전)

## 가문
- 본관은 부평(富平)으로 고려귀족 문하시중(門下侍中) 이정공(李靖恭)의 후손이다.[1]

- 아버지 이도경(李道卿)도 서울대학교를 졸업했다.

## 재산
- 2020년 기준 1100억 원 이상의 재산을 보유하고 있다.

## 역대 선거 결과
| 실시년도 | 선거  | 대수 | 직책     | 선거구 | 정당     | 득표수       | 득표율         | 순위        | 당락 | 비고       |
| -------- | ----- | ---- | -------- | ------ | -------- | ------------ | -------------- | ----------- | ---- | ---------- |
| 1996년   | 총선  | 15대 | 국회의원 | 전국구 | 신한국당 | 6,783,730 표 | \| \| 34.5% \| | 전국구 20번 |      | 초선, 승계 |
|          | 34.5% |      |          |        |          |              |                |             |      |            |